# Myosotis chaffeyorum
Myosotis chaffeyorum är en strävbladig växtart som beskrevs av Lehnebach. Myosotis chaffeyorum ingår i släktet förgätmigejer, och familjen strävbladiga växter. Inga underarter finns listade i Catalogue of Life.